# Загубився слон
Загубився слон (рос. Потерялся слон) — радянський дитячий художній фільм 1984 року, знятий режисером Євгеном Осташенком на студії «Центрнаукфільм».

## Сюжет
Пожежа в цирку злякала слона Чанду, і він втік. Незабаром син лісника Єгор виявляє змученого і пораненого браконьєрами Чанду, виходжує його. Важко йому тепер розлучитися зі своїм новим другом …

## У ролях
- Олександр Комаров — Єгор
- Раїса Рязанова — Ганна, мати Єгора
- Борис Гусаков — Ілля, учитель фізкультури
- Віктор Шульгін — Олександр Петрович Філіппов, працівник цирку
- Ігор Кашинцев — Гаврилов, директор цирку
- Олександр Потапов — Василь Золотих, ветеринар, наречений Анни
- Володимир Гуляєв — голова
- Євген Сумін — браконьєр, працівник аптечного складу
- Юрій Чернов — браконьєр, працівник аптечного складу
- Максим Сидоров — Пашка Зуйков, однокласник Єгора
- В'ячеслав Галіуллін — однокласник Єгора
- Віра Панасенкова — однокласниця Єгора
- Р. Соколов — епізод
- А. Харламов — епізод
- Олег Мокшанцев — офіцер міліції
- Михайло Пахоменко — епізод
- Андрій Косєнкін — епізод
- Геннадій Рогов — епізод
- А. Машков — епізод
- В. Штернов — епізод
- А. Астахов — епізод
- Володимир Качан — епізод
- В. Домосканов — епізод
- О. Лінденгрін — епізод

## Знімальна група
- Режисер — Євген Осташенко
- Сценаристи — Аркадій Красильщиков, Євген Осташенко
- Оператор — Павло Філімонов
- Композитор — Шандор Каллош
- Художник — Олександр Петров